# Hopea schmidtii
Hopea schmidtii är en tvåhjärtbladig växtart som beskrevs av Georg Christoph Heim. Hopea schmidtii ingår i släktet Hopea och familjen Dipterocarpaceae. Inga underarter finns listade i Catalogue of Life.